# Gullfjäll, Långekärr en Sunna
Gullfjäll, Långekärr en Sunna (Zweeds: Gullfjäll, Långekärr och Sunna) is een småort in de gemeente Tjörn in het landschap Bohuslän en de provincie Västra Götalands län in Zweden. Het småort heeft 176 inwoners (2005) en een oppervlakte van 59 hectare. Eigenlijk bestaat het småort uit drie plaatsen Gullfjäll, Långekärr en Sunna. Het småort ligt op het via een brug met het vasteland verbonden eiland Tjörn en de directe omgeving van het småort bestaat voornamelijk uit rotsachtig gebied, maar ook uit wat bos en open landschap, ook ligt de zee vlak bij het småort.